# كلورو الميثان
كلورو الميثان (أو كلوروميثان أو أحادي كلورو الميثان أو كلوريد الميثيل) هو مركب كيميائي عضوي له الصيغة CH3Cl، ويكون على شكل غاز عديم اللون.
ينتمي المركب إلى مجموعة هاليدات الألكانات، وكان يستخدم ضمن مواد التثليج، وله الرمز R-40.

## الوفرة الطبيعية والتحضير
يوجد مركب كلورو الميثان في الطبيعة، حيث تقوم بعض الكائنات الحية الدقيقة مثل بعض أنواع العوالق النباتية، والطحالب.
يحضر المركب من تفاعل تسخين غاز الكلور مع الميثان عند درجات حرارة تتراوح بين 400–500 °س، وذلك وفق تفاعل استبدال جذري، والذي في حال استمراره وتوفر كميات كافية من الكلور يتشكل رباعي كلوريد الكربون عند تمام الاستبدال:
{\displaystyle \mathrm {CH_{4}+Cl_{2}\longrightarrow CH_{3}Cl+HCl} }
{\displaystyle \mathrm {CH_{3}Cl+Cl_{2}\longrightarrow CH_{2}Cl_{2}+HCl} }
{\displaystyle \mathrm {CH_{2}Cl_{2}+Cl_{2}\longrightarrow CHCl_{3}+HCl} }
{\displaystyle \mathrm {CHCl_{3}+Cl_{2}\longrightarrow CCl_{4}+HCl} }
تعد هذه الطريقة غير انتقائية، ولذلك يحضر مركب كلورو الميثان من تفاعل الميثانول مع كلوريد الهيدروجين:
{\displaystyle \mathrm {CH_{3}OH\ +\ HCl\ \longrightarrow \ CH_{3}Cl\ +\ H_{2}O} }
ويستخدم للعملية حفاز من كلوريد الزنك أو الألومينا.

## الخواص
يوجد مركب كلورو الميثان في الشروط القياسية من الضغط ودرجة الحرارة على شكل غاز عديم اللون، له انحلالية ضعيفة في الماء، لكنه ينحل في باقي المذيبات العضوية.
يستطيع المركب أن يشكل مزائج ضعيفة الانفجار مع الهواء بتراكيز تتراوح بين 7.6% حجماً (160 غ/م3) إلى 19% حجماً (410 غ/م3).

## الاستخدامات
كان كلورو الميثان يستخدم كمادة تثليج، حيث كان له الرمز R-40 قبل أن يوقف استخدامه بسبب سميته وقابليته للاشتعال.
من أهم استخدامات كلورو الميثان الحالية دخوله كمركب وسطي في إنتاج البوليميرات السيليكونية. كما يستخدم كعامل مثيلة في الكيمياء العضوية.